# Rustrela-Virus
Das Rustrela-Virus (englisch Rustrela virus, RusV; Spezies: Rubivirus strelense) ist ein Verwandter des Rötelnvirus (Rubella-Virus) des Menschen (Spezies Rubivirus rubellae). 
Es ruft bei verschiedenen Säugetieren eine Entzündung des Zentralnervensystems und seiner Hüllen (nicht-eitrige Meningoenzephalomyelitis) hervor, die bei Hauskatzen englisch als staggering disease (auf Deutsch in etwa „Taumelkrankheit“) bezeichnet wird.
RusV wurde erstmals im Jahr 2020 bei Zootieren und in Gelbhalsmäusen in Norddeutschland beschrieben. Anlass war die Aufklärung der Todesursache bei drei Zootieren. Anschließend konnte das Virus zunächst bei weiteren erkrankten Zoo- und auch Wildtieren in Mecklenburg-Vorpommern und Brandenburg nachgewiesen werden. Zu den betroffenen Tieren zählten ein Hausesel, ein Capybara, ein Nasenbär sowie vier Bennett-Kängurus.
Darüber hinaus konnte RusV in Schweden, Österreich und Deutschland auch als Erreger der Taumelkrankheit (staggering disease) bei Hauskatzen identifiziert werden. Diese in vielen Fällen tödlich verlaufende neurologische Erkrankung, die sich vor allem durch eine Schwäche der Hintergliedmaßen und einen daraus resultierenden taumelnden Gang auszeichnet, ist vor allem bei Katzen in der Region des Mälaren in Schweden bereits seit mehr als 50 Jahren bekannt, ohne dass ihre Ursache zuvor hatte identifiziert werden können. In einer kürzlich erschienenen Studie konnte das Virus zudem in archiviertem Gehirnmaterial von Löwen aus Tierparks in Nordrhein-Westfalen und Niedersachsen nachgewiesen werden, die in den 1980er an einer Meningoenzephalitis verendet waren.
RusV wird nach jetzigem Kenntnisstand durch Langschwanzmäuse der Gattung Apodemus übertragen, wobei das Virus bisher in Deutschland ausschließlich in Gelbhalsmäusen nachgewiesen werden konnte, während es in Schweden in Waldmäusen gefunden wurde. Im Gegensatz zu RusV-infizierten Zoo- und Haustieren wurden bei den infizierten Wald- und Gelbhalsmäusen bisher keine Hinweise auf eine Gehirnentzündung festgestellt.